# Copa Norte
Copa Norte – brazylijskie rozgrywki mistrzowskie regionu północnego (obejmującego stany Acre, Amapá, Amazonas, Pará, Rondônia, Roraima oraz Tocantins).
W latach 1997–1999 zwycięzca w Copa Norte uzyskiwał prawo gry w Copa CONMEBOL.
W latach 2000–2002 zwycięzca w Copa Norte uzyskiwał prawo gry w Copa dos Campeões.

## Lista mistrzów
| 1997 Szczegóły | Rio Branco (AC)     | 0 – 0 2 – 1               | Remo (PA)           | Ji-Paraná (RO) | Imperatriz (MA) |
| 1998 Szczegóły | Sampaio Corrêa (MA) | 0 – 1 2 – 1 (karne) 3 – 0 | São Raimundo (AM)   | Ypiranga (AP)  | Rio Branco (AC) |
| 1999 Szczegóły | São Raimundo (AM)   | 0 – 1 2 – 1 (karne) 3 – 1 | Sampaio Corrêa (AM) | Cruzeiro (RO)  | Flamengo (PI)   |
| 2000 Szczegóły | São Raimundo (AM)   | 2 – 3 2 – 0               | Maranhão (MA)       | River (PI)     | Remo (PA)       |
| 2001 Szczegóły | São Raimundo (AM)   | 1 – 0 0 – 1               | Paysandu SC (PA)    | River (PI)     | Genus (RO)      |
| 2002 Szczegóły | Paysandu SC (PA)    | 1 – 0 3 – 0               | São Raimundo (AM)   | Remo (PA)      | Ji-Paraná (RO)  |

### Kluby według tytułów
- 3 – São Raimundo
- 1 – Paysandu SC
- 1 – Rio Branco (AC)
- 1 – Sampaio Corrêa

### Stany według tytułów
- 3 –  Amazonas
- 1 –  Acre
- 1 –  Pará
- 1 – Maranhão